# 台達電子工業
台達電子工業股份有限公司（中：タイダァディエンツゥ 日：デルタでんしかぶしきかいしゃ　英称：Delta Electronics, Inc. 略称：台達電子工業、DELTA、台達電子、台達電 ）は、台北市内湖に本社を置く、電源とトランスシステムに特化した台湾の電子機器メーカー。世界200カ国で関連施設を運営する。

## 歴史
デルタ電子は、1971年に台北県新莊鎮（現：新北市新荘区）美南路で15名の従業員で設立され、TV向けコイルや電子部品、インダクタの製造メーカーとして開始された。今日ではスイッチング電源や電源管理と温度管理向けソリューションのリーディングメーカーとなり、Appleとテスラの電源コンポーネントに関する主要サプライヤーである。
米中貿易戦争の影響から、デルタ電子は中国での従業員を半数以上削減し、インドや東南アジアでの事業を拡大している。
2021年12月、アメリカの電子企業、ユニバーサル・インスツルメンツ・コーポレーションを約8,900万ドルで買収したとの発表が行われた。なお、ユニバーサルは自動車関連の特許を500件以上保有している。2022年7月、研究開発目的でプレイノの施設を400,000平方フィート拡張するとの発表を行っている。

## 子会社
1988年、東南アジア向けの開発を行うため、タイ王国に完全子会社となるデルタ・エレクトロニクス・タイランドを設立した。

## 競合他社
- ライトオン
- Artesyn
- Bel Power
- Compuware Technology